# 현악 오중주
현악 오중주(絃樂五重奏, string quintet)는 현악 4중주에 또 하나의 현악기를 더한 편성이지만 바이올린을 더하는 일은 거의 없다. 이렇게 하면 높은 성부가 지나치게 강해지기 때문이다. 모차르트의 현악 5중주곡에서는 비올라를 중복시켜 2개로 하고 있지만, 슈베르트는 작품 163의 곡에서 첼로를 2개 요구하고 있다. 브람스의 2곡은 모차르트의 것과 같은 편성이다. 물론 비올라를 중복시키면 중성부가 충실해지고, 첼로를 2개로 하면 전체의 무게가 가해진다. 어느 경우에나 현뿐이므로 음질은 당연히 융합한다.

## 비올라 현악 오중주 목록
- 요한 알브레히츠베르거
- 루트비히 판 베토벤
- 루이지 보케리니
- 요하네스 브람스
- 막스 브루흐
- 안톤 브루크너
- 안토닌 드보르자크
- 로이 해리스
- 요제프 하이든
- 프란츠 안톤 호프마이스터
- 보후슬라프 마르티누
- 펠릭스 멘델스존
- 다리우스 미요
- 볼프강 아마데우스 모차르트
- 카를 닐센
- 프란츠 슈베르트
- 루이스 슈포어
- 요한 스벤젠
- 세르게이 타네예프
- 레이프 본 윌리엄스
- 펠릭스 바인가르트너
- 에르만노 볼프-페라리
- 알렉산더 폰 쳄린스키

## 첼로 현악 오중주 목록
- 루이지 보케리니
- 알렉산드르 보로딘
- 루이지 케루비니
- 알렉산드르 글라주노프
- 골드마르크 카로이
- 다리우스 미요
- 에이노유하니 라우타바라
- 오토리노 레스피기
- 프란츠 슈베르트
- 세르게이 타네예프

## 3 바이올린, 비올라, 체로 현악 오중주
- 요한 알브레히츠베르거
- 프란츠 슈베르트
- 루이스 슈포어

## 더블 베이스 현악 오중주 목록
- 루이지 보케리니
- 안토닌 드보르자크
- 다리우스 미요